# Oldenburgische S 5
Die Dampflokomotiven der Gattung S 5 der Oldenburgischen Staatseisenbahnen (Baureihe 13.18 der Deutschen Reichsbahn) wurden nach dem Vorbild der Preußischen S 5.2 gebaut und wie die Vorgängerbaureihe S 3 für die Strecke zwischen Wilhelmshaven, Oldenburg und Bremen angeschafft.
Elf Maschinen wurden zwischen 1909 und 1913 von Hanomag gebaut. Sie unterschieden sich in einigen technischen Details von den preußischen Lokomotiven, so hatten sie z. B. eine Ventilsteuerung Bauart Lentz. Auch der Umlauf lag höher als bei der preußischen S 5.2, so dass auf Radschutzkästen verzichtet werden konnte. Sie hatten eine Anfahrvorrichtung der Bauart Ranafier.
Sie trugen Namen germanischer Gottheiten. Die Deutsche Reichsbahn übernahm alle elf Lokomotiven mit den Nummern 13 1851 bis 13 1861 und musterte sie bis 1927 aus.